# Cá vây tay Indonesia
Cá vây tay Indonesia (Latimeria menadoensis) (Tiếng Indonesia: raja laut) là một trong hai loài cá vây tay còn sống, được nhận dạng bởi màu nâu của nó. Latimeria menadoensis được liệt kê như dễ bị tổn thương bởi IUCN.  Loài còn lại, Latimeria chalumnae (cá vây tay Ấn Độ Dương) được liệt kê là cực kỳ nguy cấp.

## Phát hiện

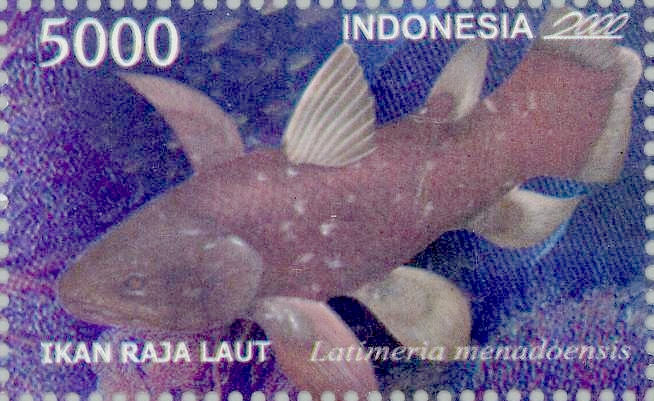
Latimeria menadoensis trên tem của Indonesia

Vào ngày 18 tháng 9 năm 1997, Arnaz và Mark Erdmann, đi du lịch ở Indonesia trong tuần trăng mật của họ, nhìn thấy một con cá lạ ở chợ tại Manado Tua, trên đảo Sulawesi. Mark nghĩ đó là một gombessa (cá vây tay Comoros), mặc dù nó là màu nâu, không phải màu xanh. Một chuyên gia nhìn thấy hình ảnh của nó trên Internet và nhận ra ý nghĩa của nó. Sau đó, Erdmanns liên lạc với ngư dân địa phương và yêu cầu đưa cho họ bất kỳ con cá nào bắt được trong tương lai. Một mẫu Indonesia thứ hai, dài 1,2 m và nặng 29 kg, đã bị bắt sống vào ngày 30 tháng 7 năm 1998. Nó sống trong sáu giờ, cho phép các nhà khoa học chụp ảnh màu sắc của nó, chuyển động vây và hành vi chung. Mẫu vật được bảo quản và tặng cho Bảo tàng Zoologicum Bogoriense (MZB), một phần của Viện Khoa học Indonesia (LIPI).
Xét nghiệm DNA cho thấy mẫu này khác nhau về mặt di truyền với loài còn lại. Bề ngoài, cá vây tay Indonesia, địa phương gọi là raja laut ("Vua của biển"), giống với cá vây tay Ấn Độ Dương trừ rằng màu của da là màu nâu xám hơi xanh. Cá này đã được mô tả năm 1999 của "Comptes Rendus de l'Académie des sciences Paris" bởi Pouyaud et al. Nó đã được đưa tên khoa học Latimeria menadoensis. Năm 2005, một nghiên cứu phân tử ước tính thời gian khác nhau giữa hai loài cá vây tay là 40-30 Ma.
Ngày 5 tháng 11 năm 2014, một cá thể bị ngư dân bắt được. Đây là cá thể thứ bảy được tìm thấy ở vùng nước Indonesia từ năm 1998.